# El Campo de Peñaranda
El Campo de Peñaranda ist ein Ort und eine westspanische Gemeinde (municipio) in der Provinz Salamanca in der Autonomen Gemeinschaft Kastilien-León. 2024 hatte die Gemeinde 250 Einwohner. Neben dem Hauptort El Campo gehören noch die Wüstungen Aldeayuste und Riolobos zur Gemeinde.

## Geographie
El Campo de Peñaranda befindet sich etwa 30 Kilometer östlich vom Stadtzentrum der Provinzhauptstadt Salamanca in einer Höhe von ca. 840 m. 

## Bevölkerungsentwicklung
| Jahr      | 1900 | 1920 | 1950 | 1970 | 1981 | 1991 | 2001 | 2011 | 2021 |
| Einwohner | 499  | 510  | 680  | 522  | 451  | 461  | 383  | 311  | 249  |

## Sehenswürdigkeiten
- Kirche Mariä Himmelfahrt (Iglesia de Nuestra Señora de la Asunción)
- Wasserturm

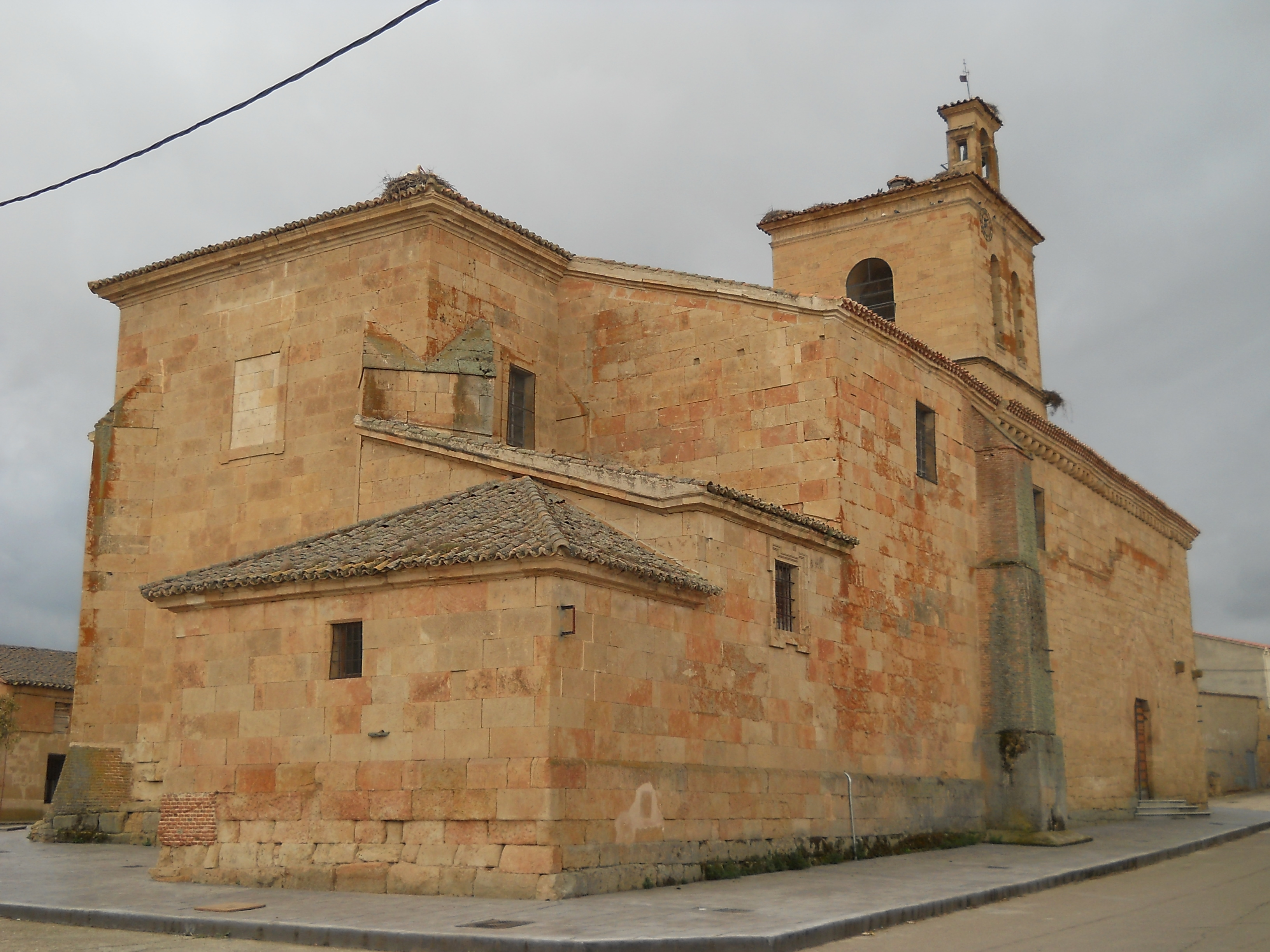
Kirche Mariä Himmelfahrt
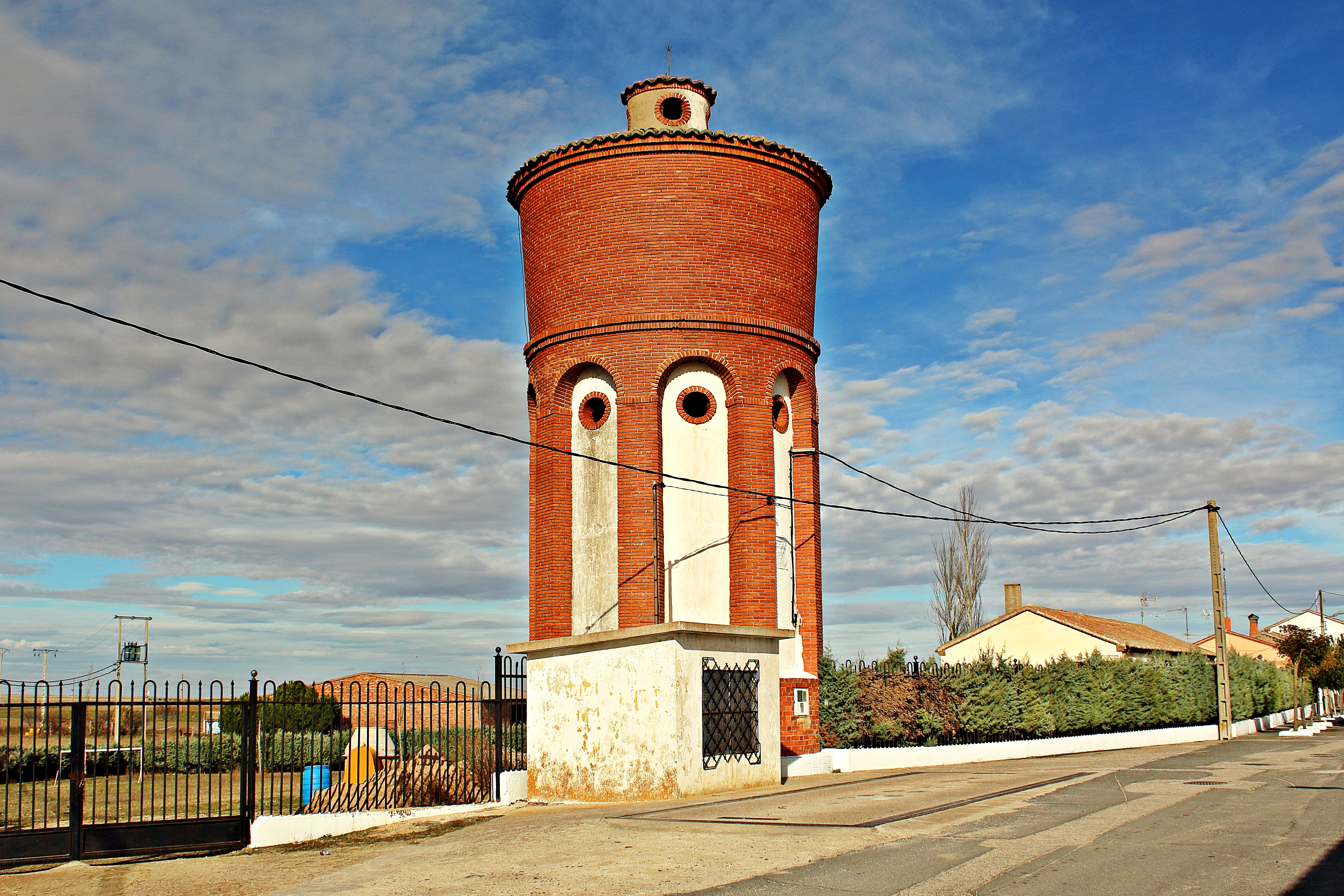
Wasserturm
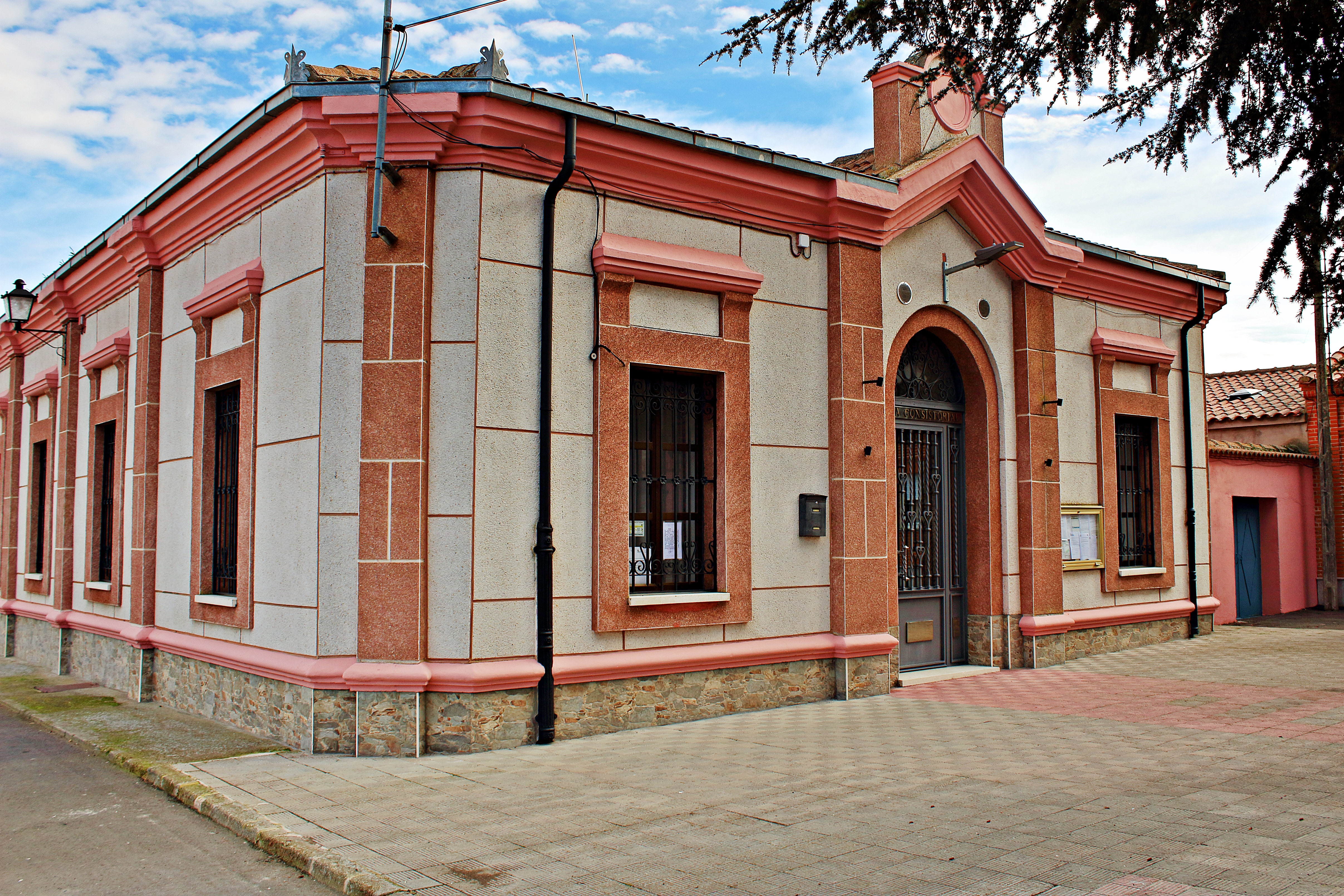
Rathaus